# Antiguo cementerio judío de Sarajevo
El Antiguo cementerio judío de Sarajevo se encuentra en el Monte Trebevic, en la zona Kovacici-Debelo Brdo, en la parte suroeste de Sarajevo, Bosnia y Herzegovina. Se usó desde principios del siglo XVI o XVII hasta 1966.
Establecido por los judíos sefardíes, también se convirtió en el lugar de entierro de judíos askenazíes después de su llegada a Sarajevo con el Imperio Austro-Húngaro en el siglo XIX. Contiene más de 3.850 tumbas y cubre un área de 31.160 metros cuadrados. Cuenta con cuatro monumentos dedicados a las víctimas del fascismo:Uno sefardí diseñado por Jahiel Finci y erigido en 1952, dos de los askenazíes, y uno dedicado a las víctimas de militantes Ustasha.